# Editora Escala
A Editora Escala (também conhecido como Grupo Escala de Publicações) é uma editora brasileira, fundada em 2 de março de 1992 por Hercílio de Lourenzi, Ruy Pereira e Carlos Cazzamatta.
Anos mais tarde, os sócios fundadores se separaram e fundaram suas próprias editoras. Cazzamatta retomou a Nova Sampa, editora que já existia antes da Escala. Já Ruy Pereira, fundou a Editora Trama.
A Escala também chegou a publicar e distribuir algumas revistas do estúdio Opera Graphica, pertencente ao quadrinista Franco de Rosa e a Carlos Mann, então proprietário da gibiteria Comix Book Shop.
Desde 2001, a Editora Escala tem sede no antigo edifício da TV Manchete São Paulo, no bairro paulistano da Casa Verde.
A editora foi responsável por publicações famosas como as revistas Neo Tokyo, produzida em parceria com o estúdio Criativo Mercado Editorial de Carlos Mann com foco em anime e mangá, e a Dragon Slayer, produzida em parceria com a Jambô Editora, tendo foco em RPG.

## Publicações

Sede da Editora Escala no bairro da Casa Verde em São Paulo

Além de livros, especiais e impressos, a Editora Escala publica e comercializa as seguintes revistas atualmente:
- Artesanato
- Bons Fluídos
- Casa Interiores e Paisagismo
- Conhecimento Prático Língua Portuguesa
- Filosofia Ciência e Vida
- Gestão & Negócios
- Guia Prático do Ensino Infantil
- Humanitas
- Leituras da História
- Manequim
- Psique
- Revistinhas de Pintar
- Viva Saúde

### Descontinuadas
- NeoTokyo
- Dragon Slayer
- Ti Ti Ti[12]
- Minha Novela[12]
- Conta Mais[12]
- TV Brasil[12]
- 7 Dias[12]
- Atrevida
- Visão Jurídica
- Sonic the Hedgehog
- Car and Driver Brasil[13]
- Cycle World Brasil[14]